# Église épiscopale méthodiste africaine
L'Église épiscopale méthodiste africaine (en anglais : African Methodist Episcopal Church), plus communément appelée Église AME, est une des Églises méthodistes afro-américaines, elle est fondée le 11 avril 1816 par Richard Allen à Philadelphie, et composée de plusieurs congrégations méthodistes afro-américaines qui se sont séparées de l'Église épiscopalienne méthodiste en raison de discriminations racistes. Elle est membre du Conseil méthodiste mondial et du Conseil œcuménique des Églises.

## Historique

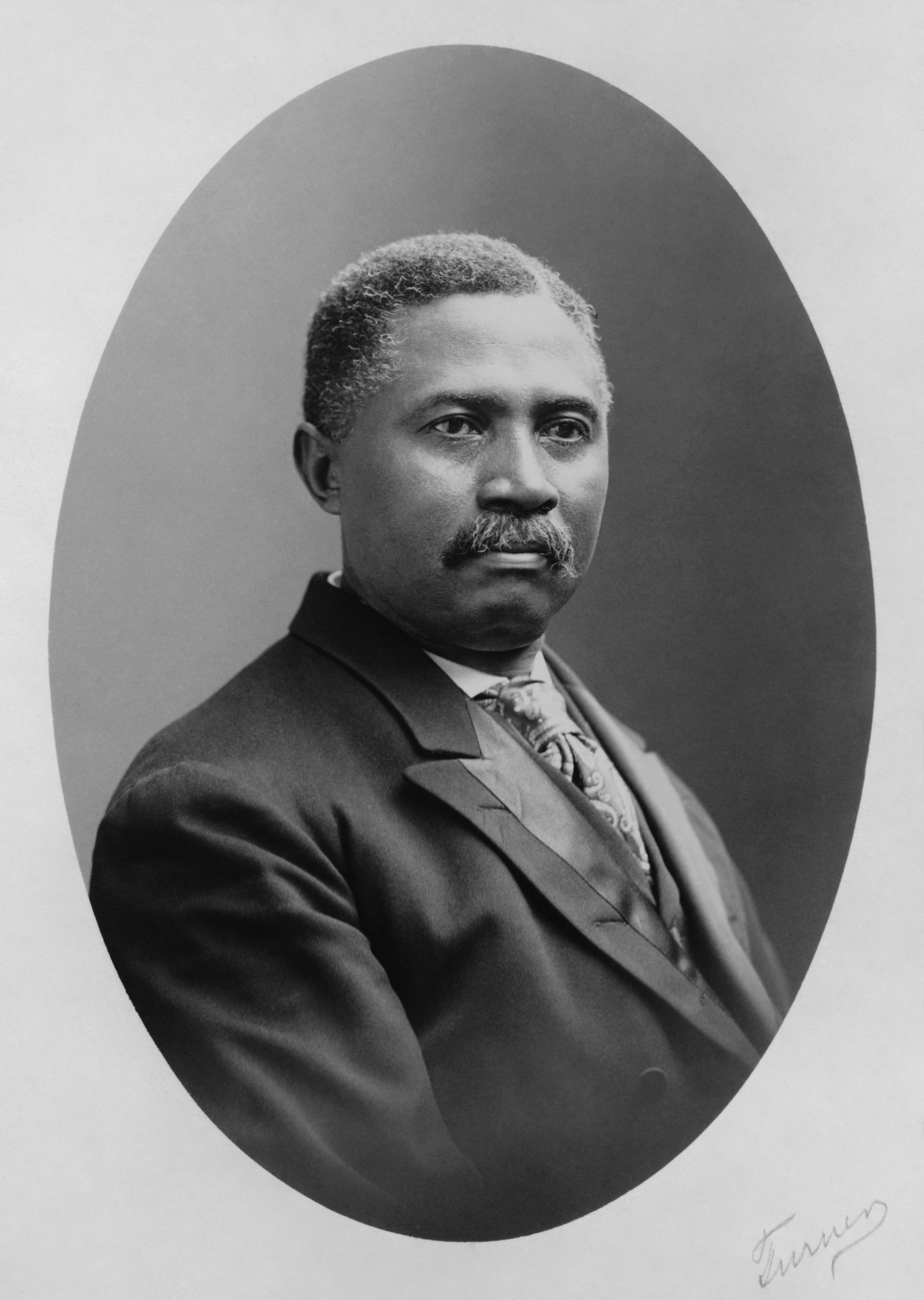
John C. Dancy, éditeur de presse pour l'église épiscopale méthodiste africaine, 1908.

L'AMEC est la première grande dénomination religieuse dans le monde occidental qui a pris naissance en raison de l'évolution sociologique plutôt que des différences théologiques. Elle a été la première dénomination afro-américaine organisée aux États-Unis. L'Église est née en signe de protestation contre l'esclavage et les discriminations envers les Noirs.
L'AMEC est née de la Free African Society (SAF), que Richard Allen, Absalom Jones, et d'autres ont créée à Philadelphie en 1787. L'Église a été organisée par Richard Allen et d'autres Afro-Américains membres de l'Église épiscopale africaine de Saint-Georges, une Église mixte. Absalom Jones a été expulsé de Saint-Georges par les membres du conseil paroissial, tandis qu'il priait. Lorsque la partie blanche de la congrégation a appuyé les conseillers, Allen et Jones ont conduit les membres afro-américains à quitter la communauté.

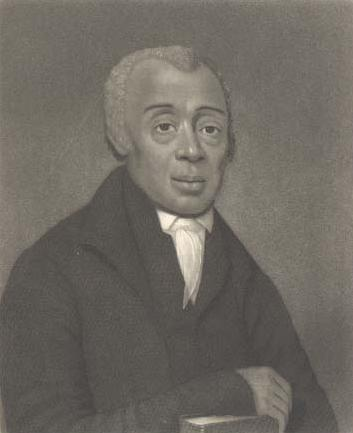
Richard Allen.

Beaucoup allaient avec Jones, s'affilier à l'Église épiscopalienne (nom de l'anglicanisme en Amérique) dans une Église qu'ils ont appelée l'Église épiscopalienne africaine de Saint-Thomas. Jones a été le premier Afro-Américain ordonné prêtre dans l'Église épiscopalienne des États-Unis.
Allen a dirigé un petit groupe qui décide de rester méthodiste. Ils ont formé la Mother Bethel A.M.E. Church en 1793. En général, ils ont adopté les doctrines et la forme de gouvernement de l'Église épiscopale méthodiste. En 1794, la Béthel A.M.E. a été consacrée avec Allen comme pasteur. Pour établir l'indépendance de la Bethel Church, Allen a combattu avec succès devant les tribunaux de Pennsylvanie en 1807 et 1815 pour le droit de sa congrégation à exister en tant qu'institution indépendante des congrégations blanches. Parce que les Afro-Américains dans d'autres communautés méthodistes rencontraient le racisme et souhaitaient une autonomie religieuse, Allen appelait à se réunir à Philadelphie en 1816 pour former une nouvelle Église sous la dénomination de : l'African Methodist Episcopal Church.
À partir de la Proclamation d'émancipation d'Abraham Lincoln de 1863, l'AME va connaitre une rapide expansion en s'implantant dans l'Arkansas, la Caroline du Sud, en Géorgie, au Tennessee, au Nevada, le Mississippi, en Californie, l'Oklahoma , etc.

## Pour en savoir plus

#### Notices dans des encyclopédies et manuels de références
- (en-US) Edward L. Queen II (dir.), Stephen Prothero (dir.) et Gardiner H. Shattuck Jr. (dir.), Encyclopedia of American Religious History, vol. 1 : A-L, New York, Facts on File (réimpr. 2001, 2009) (1re éd. 1996), 415 p. (ISBN 9780816024063, lire en ligne), p. 15-16,
- (en-US) George Thomas Kurian (dir.) et Mark A. Lampor (dir.), Encyclopedia of Christianity in the United States, vol. 1 : A-C, Lanham, Maryland, Rowman & Littlefield, 2016, 477 p. (ISBN 9781442244313, lire en ligne), p. 31-32,

#### Essais
- (en-US) Daniel Payne, History of the African Methodist Episcopal church, Nashville, Tennessee, Publishing house of the A. M. E. (réimpr. 1998) (1re éd. 1891), 542 p. (ISBN 9780929386515, OCLC 905158671, lire en ligne),
- (en-US) David Henry Bradley, A History of the A. M. E. Zion Church,, vol. 1 : 1796-1872, Nashville, Tennessee, Parthenon Press (réimpr. 1970, 2018, 2022) (1re éd. 1956), 192 p. (OCLC 2934824, lire en ligne),
- (en-US) David Henry Bradley, A History Of The A.M.E. Zion Church, vol. 2 : 1872-1968, Nashville, Tennessee, Parthenon Press, 1970, 512 p. (OCLC 1244779853, lire en ligne),
- (en-US) James T. Campbell, Songs of Zion : The African Methodist Episcopal Church in the United States and South Africa, New York, Oxford University Press, 1995, 456 p. (ISBN 9780195078923, lire en ligne),
- (en-US) Lawrence S. Little, Disciples of Liberty : The African Methodist Episcopal Church in the Age of Imperialism, 1884-1916, Knoxville, Tennessee, University of Tennessee Press, 2000, 272 p. (ISBN 9781572330856, lire en ligne),

#### Articles
- (en-US) Sherman L. Greene, Jr., « The Rationale Underlying the Support of Colleges Maintained by the African Methodist Episcopal Church », The Journal of Negro Education, vol. 29, no 3,‎ été 1960, p. 319-322 (4 pages) (lire en ligne ),
- (en-US) Roderick J. Macdonald, « Reverend Hanock Msokera Phiri and the Establishment in Nyasaland of the African Methodist Episcopal Church », African Historical Studies, vol. 3, no 1,‎ 1970, p. 75-87 (13 pages) (lire en ligne ),
- (en-US) Jon Michael Spencer, « The Hymnody of the African Methodist Episcopal Church », American Music, vol. 8, no 3,‎ automne 1990, p. 274-293 (20 pages) (lire en ligne ),

### Articles Wikipédia liés
- Richard Allen,
- Julia A. J. Foote
- Absalom Jones,
- Jarena Lee,
- Méthodisme,
- Mouvement de sanctification